# Kanton Condat-sur-Vienne
Condat-sur-Vienne is een kanton van het Franse departement Haute-Vienne. Het kanton maakt deel uit van het arrondissement Limoges en telde 19.190 inwoners in 2018.
Het kanton werd gevormd ingevolge het decreet van 20 februari 2014 met uitwerking op 22 maart 2015.

## Gemeenten
Het kanton omvat de volgende gemeenten, waaronder alle 8 gemeenten van het opgeheven kanton Pierre-Buffière:
- Boisseuil
- Condat-sur-Vienne
- Eyjeaux
- Pierre-Buffière
- Saint-Bonnet-Briance
- Saint-Genest-sur-Roselle
- Saint-Hilaire-Bonneval
- Saint-Jean-Ligoure
- Saint-Maurice-les-Brousses
- Saint-Paul
- Solignac
- Le Vigen